# نونو رييس
نونو ميغيل بيريرا رييس (بالبرتغالية: Nuno Miguel Pereira Reis‏) هو لاعب كرة قدم برتغالي سويسري في مركز قلب الدفاع ولد في يوم 31 يناير 1991 في بلدة مورتين في سويسرا، يلعب حالياً مع نادي باناثينايكوس وسبق له اللعب مع نادي سبورتينغ لشبونة وسيركل بروج ونادي أولهانينسي ونادي ميتز، لعب أيضاً مع منتخب البرتغال تحت 21 سنة لكرة القدم ويبلغ طوله 184 سم.

## روابط خارجية
- نونو رييس على موقع الاتحاد الدولي (مؤرشف)  (الإنجليزية)
- نونو رييس على موقع قاعدة بيانات كرة القدم.إي يو (الإنجليزية)
- نونو رييس على موقع Soccerway.com (الإنجليزية)
- نونو رييس على موقع AS.com (الإسبانية)